# Kate Ritchie
Katherine "Kate" Ritchie es una actriz australiana, conocida por haber interpretado a Sally Fletcher en la serie australiana Home and Away.

## Biografía
Es hija de Steve y Heather, tiene un hermano menor llamado Stuart y dos hermanas menores, Rebekah y Susan. 
Asistió al Campbelltown North Public School y a la escuela de agricultura Hurlstone Agricultural.
Kate se unió al veterano actor Ray Meagher y Norman Coburn en el Libro Guiness de los Récords por ser la actriz con más tiempo en una serie australiana dramática.
Kate es muy buena amiga de las actrices Bec Hewitt y Ada Nicodemou, con quienes actuó en Home and Away.
En el año 2000, un video de Kate y un exnovio teniendo relaciones sexuales fue publicado en internet.  
Después de salir por cinco años con el jugador de la liga de rugby Chris Walker, la relación terminó en 2007.
En abril del 2007 reveló que estaba saliendo con el skater profesional Corbin Harris, a quien conoció en la boda de la actriz Ada Nicodemou con Chrys Xipolitas en febrero del mismo año, sin embargo la relación terminó.
En mayo de 2008, Kate comenzó a salir con el jugador de rugby del St George Illawara Dragons, Stuart Webb. El 9 de septiembre de 2009 se anunció que Kate se había comprometido con Webb.
El 25 de septiembre de 2010 Kate se casó con Stuart en una boda al aire libre en Tasmania. Entre los invitados estaban Bec Hewitt y su esposo Lleyton Hewitt, Judy Nunn, Bruce Venables y Kylie Watson. A finales de febrero del 2014 Kate anunció que ella y Stuart estaban esperando a su primer bebé. El 17 de agosto de 2014 la pareja le dio la bienvenida a su primera hija, Mae Webb.

## Carrera
En 1986 interpretó a Molly, la niña principal en la miniserie Cyclone Tracy junto a Chris Haywood y Tracy Mann.
En 1988 a la edad de 8 años se unió al elenco de la aclamada serie australiana Home and Away, donde interpretó por más de 20 años a la encantadora Sally Fletcher, hasta el 2008, luego de que su personaje se fuera de Summer Bay para viajar con sus hijas Pippa Saunders y Cassie Turner. El 15 de julio de 2013 Kate regresó a la serie y su última aparición fue el 5 de septiembre del mismo año, después de que su personaje se fuera con su hija Pippa para que esta recibiera tratamiento para su enfermedad.
En el 2006 interpretó a Nicole en la película de comedia y romance Stepfather of the Bride. Mientras se encontraba en el Reino Unido junto a Mark Furze y Jodi Gordon, apareció en los programas The Friday Night Project y Loose Women.
Ese mismo año participó en la serie de competencia de canto It Takes Two, quedando en el cuarto lugar junto a su compañero Troy Cassar-Daley. 
En el 2007 se unió al programa de radio Nova junto al comediante Akmal Saleh.
Ese mismo año fue nombrada la cara australiana del cuidado de la piel de la empresa Gatineau Paris. Durante la segunda temporada de It Takes Two se unió a Grant Denyer, como copresentadora.
En el 2008 se unió a Nova 96.9 junto con Merrick Watts y Tim Ross, ese mismo año apareció en el tercer episodio de la primera temporada de The Merrick & Rosso Show, poco después firmó un contrato de 12 meses para aparecer en el show, sin embargo el 10 de noviembre de 2009 anunció que dejaría Nova 96.9 para regresar a la actuación.
En el 2009 interpretó a Judi Kane, la esposa de Les Kane en la serie dramática Underbelly: A Tale of Two Cities. Ese mismo año se convirtió en el rostro de Vaseline.
En junio del 2010 se anunció que Kate se unió al elenco de la nueva serie australiana Cops: L.A.C. en donde interpretará a la oficial de policía y detective Samantha Cooper, las filmaciones comenzaran en mayo del mismo año y la serie se estrenó a finales del mismo año. Sin embargo en noviembre del mismo año y después de una temporada la serie fue cancelada por la cadena Nine debido a la baja audiencia.
En el 2013 apareció como invitada en la nueva serie Mr & Mrs Murder protagonizada por Kat Stewart y Shaun Micallef. Ese mismo año apareció en un episodio de la comedia narrativa It's a Date, la cual explorará la tensión, expectación y complicaciones que trae el hecho de buscar el amor verdadero.
En noviembre del mismo año se anunció que Kate se había unido a un programa de radio junto a Tim Blackwell y Marty Sheargold, después de reemplazar a Meshel Laurie.

## Filmografía

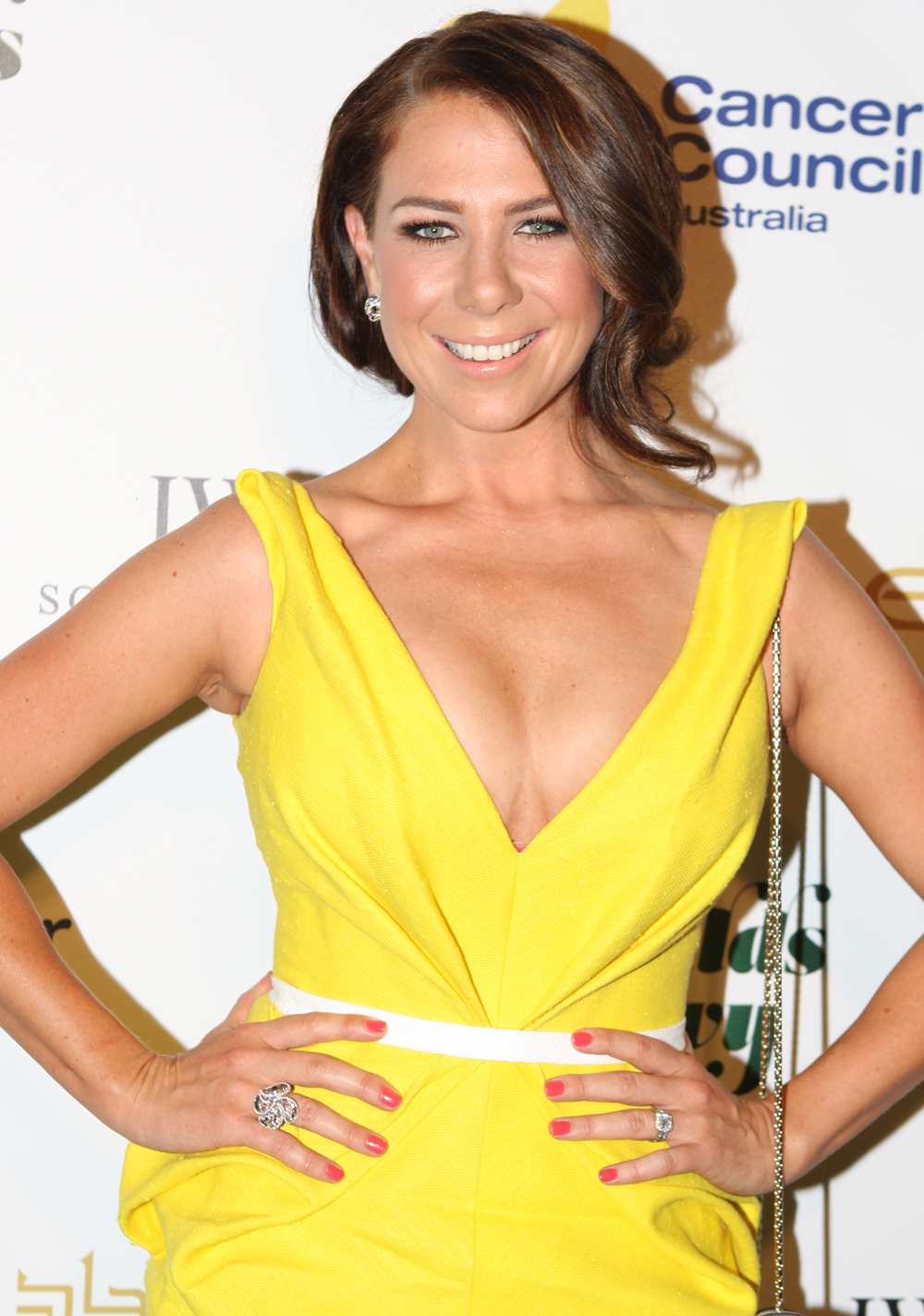
Kate en noviembre del 2012.

### Series de televisión
| Año               | Serie                            | Personaje       | Notas                            |
| ----------------- | -------------------------------- | --------------- | -------------------------------- |
| 1988 - 2008, 2013 | Home and Away                    | Sally Fletcher  | 1,167 episodios                  |
| 2013              | It's a Date                      | Zara            | episodio "Do Opposites Attract?" |
| 2013              | Mr & Mrs Murder                  | Celeste Doyle   | episodio "A Dog's Life"          |
| 2010              | Cops: L.A.C.                     | Samantha Cooper | 13 episodios                     |
| 2009              | Underbelly: A Tale of Two Cities | Judy Kane       | 2 episodios                      |
| 1986              | Cyclone Tracy                    | Molly           | miniserie                        |

### Películas
| Año  | Título                  | Personaje | Notas                                                               |
| ---- | ----------------------- | --------- | ------------------------------------------------------------------- |
| 2011 | Bondi Dreaming          | -         | junto a John McNeill, Alexandra Parkes y Felix Dean                 |
| 2007 | Mere Oblivion           | Sonia     | corto - junto a Burleigh Smith                                      |
| 2006 | Stepfather of the Bride | Nicole    | junto a Georgie Parker, Noni Hazlehurst, William McInnes y Lara Cox |

### Apariciones
| Año             | Programa                                        | Notas                                                          |
| --------------- | ----------------------------------------------- | -------------------------------------------------------------- |
| 2012 - presente | Don’t Tell The Bride                            | narradora                                                      |
| 2010 - 2011     | Talkin' 'Bout Your Generation                   | 2 episodios                                                    |
| 2009            | Australia Unites: The Victorian Bushfire Appeal | -                                                              |
| 2008            | The Merrick & Rosso Show                        | invitada especial - episodio #1.3                              |
| 2008            | Kathy Griffin: My Life on the D-List            | episodio "Fly the Super Gay Skies"                             |
| 2008            | Rove Live                                       | episodio #9.7                                                  |
| 2007, 2008      | Today Tonight                                   | episodios del 3 de abril de 2008 y del 5 de septiembre de 2007 |
| 2007            | Loose Women                                     | episodio #11.134                                               |
| 2006 - 2007     | It Takes Two                                    | concursante, presentadora y co-presentadora                    |
| 2006, 2007      | Emirates Melbourne Cup Day                      | -                                                              |
| 2006            | Telethon                                        | episodio del 21 de octubre                                     |
| 2006            | Where Are They Now                              | episodio del 7 de mayo                                         |
| 2005            | Home and Away Weddings and Romances             | presentadora                                                   |
| 2005            | Australia Unites: Reach Out to Asia             | -                                                              |
| 2004            | The Good Soap Guide                             | episodio # 1.4                                                 |
| 2002            | The Best of Aussie Drama                        | anfitriona                                                     |

## Premios y nominaciones
| Año  | Categoría                | Premio             | Serie         | Resultado |
| ---- | ------------------------ | ------------------ | ------------- | --------- |
| 2010 | Worst Female             | TV Tonight Award   | Cops: L.A.C.  | Nominada  |
| 2009 | Most Popular Personality | Gold Logie Award   | Home and Away | Nominada  |
| 2009 | Most Popular Actress     | Silver Logie Award | Home and Away | Nominada  |
| 2008 | Most Popular Personality | Gold Logie Award   | Home and Away | Ganadora  |
| 2008 | Most Popular Actress     | Silver Logie Award | Home and Away | Ganadora  |
| 2007 | Most Popular Personality | Gold Logie Award   | Home and Away | Ganadora  |
| 2007 | Most Popular Actress     | Silver Logie Award | Home and Away | Ganadora  |
| 2006 | Most Popular Personality | Gold Logie Award   | Home and Away | Nominada  |
| 2006 | Most Popular Actress     | Silver Logie Award | Home and Away | Ganadora  |